# Englische Cricket-Nationalmannschaft in Neuseeland in der Saison 1996/97
Die Tour der englischen Cricket-Nationalmannschaft nach Neuseeland in der Saison 1996/97 fand vom 24. Januar bis zum 4. März 1997 statt. Die internationale Cricket-Tour war Bestandteil der Internationalen Cricket-Saison 1996/97 und umfasste drei Tests und fünf ODIs. England gewann die Test-Serie 2–0, während die ODI-Serie 2–2 unentschieden endete.

## Vorgeschichte
Neuseeland spielte zuvor eine Tour in Pakistan, England in Simbabwe.
Das letzte Aufeinandertreffen der beiden Mannschaften bei einer Tour fand in der Saison 1994 in England statt.

## Stadien
Die folgenden Stadien wurden für die Tour als Austragungsort vorgesehen.
| Stadion        | Stadt        | Kapazität | Spiele               |
| -------------- | ------------ | --------- | -------------------- |
| Eden Park      | Auckland     | 50.000    | 1. Test; 2. & 4. ODI |
| Lancaster Park | Christchurch | 38.628    | 3. Test; 1. ODI      |
| McLean Park    | Napier       | 22.500    | 3. ODI               |
| Basin Reserve  | Wellington   | 11.000    | 2. Test; 5. ODI      |

## Kaderlisten
Die folgenden Kader wurden von den Mannschaften benannt.
| Test | Test | ODI | ODI |
| Neuseeland | England | Neuseeland | England |
| --- | --- | --- | --- |
| - Geoff Allott - Nathan Astle - Chris Cairns - Heath Davis - Simon Doull - Stephen Fleming - Lee Germon - Matt Horne - Danny Morrison - Adam Parore - Dipak Patel - Blair Pocock - Justin Vaughan - Daniel Vettori - Bryan Young | - Mike Atherton - Andy Caddick - Dominic Cork - John Crawley - Robert Croft - Darren Gough - Nasser Hussain - Nick Knight - Alec Stewart - Graham Thorpe - Phil Tufnell - Craig White | - Geoff Allott - Nathan Astle - Chris Cairns - Heath Davis - Simon Doull - Stephen Fleming - Lee Germon - Chris Harris - Gavin Larsen - Adam Parore - Dipak Patel - Bryan Young | - Mike Atherton - Dominic Cork - John Crawley - Darren Gough - Ronnie Irani - Nick Knight - Alan Mullally - Jack Russell - Chris Silverwood - Alec Stewart - Graham Thorpe - Phil Tufnell - Craig White |

## Tests

### Erster Test in Auckland
| 24. – 28. Januar Scorecard | Auckland | Neuseeland 390 (131.5) & 248-9d (114) | – | England 521 (187.4) |
|                            |          | Remis                                 |   |                     |

### Zweiter Test in Wellington
| 6. – 10. Februar Scorecard | Wellington (BR) | Neuseeland 124 (48.3) & 191 (103.2)           | – | England 383 (137.3) |
|                            |                 | England gewinnt mit einem Innings und 68 Runs |   |                     |

### Dritter Test in Christchurch
| 14. – 18. Februar Scorecard | Christchurch (AMI) | Neuseeland 346 (129.1) & 186 (88.3) | – | England 228 (84.4) & 307-6 (146.4) |
|                             |                    | England gewinnt mit 4 Wickets       |   |                                    |

## One-Day Internationals

### Erstes ODI in Christchurch
| 20. Februar Scorecard | Christchurch (AMI) | Neuseeland 222-6 (50)         | – | England 226-6 (48.5) |
|                       |                    | England gewinnt mit 4 Wickets |   |                      |

### Zweites ODI in Auckland
| 23. Februar Scorecard | Auckland | Neuseeland 253-8 (50)         | – | England 134-4 (19.3/26) |
|                       |          | England gewinnt mit 6 Wickets |   |                         |

### Drittes ODI in Napier
| 26. Februar Scorecard | Napier | Neuseeland 237 (49.4) | – | England 237-8 (50) |
|                       |        | Unentschieden         |   |                    |

### Viertes ODI in Auckland
| 2. März Scorecard | Auckland | Neuseeland 153 (39.5/43)      | – | England 144 (41.3/43) |
|                   |          | Neuseeland gewinnt mit 9 Runs |   |                       |

### Fünftes ODI in Wellington
| 4. März Scorecard | Wellington (BR) | Neuseeland 228-8 (50)          | – | England 200 (47.5) |
|                   |                 | Neuseeland gewinnt mit 28 Runs |   |                    |